# Ирокава, Дайкити
Дайкити Ирокава (яп. 色川大吉, 23 июля 1925, Савара, Тиба — 7 сентября 2021, Яманаси) — японский историк.

## Биография
Ирокава учился в Токийском университете. Вместе с другими историками, такими как Ёсио Ясумару, он стремился положить конец различиям в понимании японской истории внутри страны и за рубежом. Он также стремился рекламировать рост популярности Японии во второй половине XX века. Его вдохновили работы писателя Кунио Янагита, и он начал ежедневную рубрику под названием «Миншуши», посвящённую повседневной жизни японского народа и эволюции их ценностей.
Дайкити Ирокава умер в префектуре Яманаси 7 сентября 2021 года в возрасте 96 лет.